# Rebreuve-Ranchicourt
Rebreuve-Ranchicourt és un municipi francès situat al departament del Pas de Calais i a la regió dels Alts de França. L'any 2007 tenia 1.099 habitants.

## Demografia

### Població
El 2007 la població de fet de Rebreuve-Ranchicourt era de 1.099 persones. Hi havia 404 famílies de les quals 76 eren unipersonals (36 homes vivint sols i 40 dones vivint soles), 140 parelles sense fills, 176 parelles amb fills i 12 famílies monoparentals amb fills.
La població ha evolucionat segons el següent gràfic:
Habitants censats

### Habitatges
El 2007 hi havia 462 habitatges, 430 eren l'habitatge principal de la família, 7 eren segones residències i 25 estaven desocupats. 461 eren cases i 1 era un apartament. Dels 430 habitatges principals, 382 estaven ocupats pels seus propietaris, 41 estaven llogats i ocupats pels llogaters i 7 estaven cedits a títol gratuït; 8 tenien dues cambres, 27 en tenien tres, 98 en tenien quatre i 297 en tenien cinc o més. 352 habitatges disposaven pel capbaix d'una plaça de pàrquing. A 169 habitatges hi havia un automòbil i a 223 n'hi havia dos o més.

### Piràmide de població
La piràmide de població per edats i sexe el 2009 era:
| Homes | Edats   | Dones |
| ----- | ------- | ----- |
| 0     | 95 o +  | 0     |
| 0     | 90 a 94 | 8     |
| 4     | 85 a 89 | 4     |
| 4     | 80 a 84 | 4     |
| 24    | 75 a 79 | 32    |
| 32    | 70 a 74 | 24    |
| 20    | 65 a 69 | 28    |
| 20    | 60 a 64 | 36    |
| 20    | 55 a 59 | 20    |
| 40    | 50 a 54 | 44    |
| 48    | 45 a 49 | 16    |
| 40    | 40 a 44 | 44    |
| 68    | 35 a 39 | 40    |
| 40    | 30 a 34 | 44    |
| 12    | 25 a 29 | 32    |
| 16    | 20 a 24 | 4     |
| 52    | 15 a 19 | 20    |
| 24    | 10 a 14 | 52    |
| 16    | 5 a 9   | 36    |
| 28    | 0 a 4   | 28    |

## Economia
El 2007 la població en edat de treballar era de 723 persones, 516 eren actives i 207 eren inactives. De les 516 persones actives 489 estaven ocupades (274 homes i 215 dones) i 27 estaven aturades (11 homes i 16 dones). De les 207 persones inactives 53 estaven jubilades, 75 estaven estudiant i 79 estaven classificades com a «altres inactius».

### Ingressos
El 2009 a Rebreuve-Ranchicourt hi havia 429 unitats fiscals que integraven 1.108 persones, la mediana anual d'ingressos fiscals per persona era de 20.984 €.

### Activitats econòmiques
Dels 35 establiments que hi havia el 2007, 2 eren d'empreses extractives, 1 d'una empresa alimentària, 1 d'una empresa de fabricació de material elèctric, 6 d'empreses de construcció, 5 d'empreses de comerç i reparació d'automòbils, 1 d'una empresa de transport, 3 d'empreses d'hostatgeria i restauració, 1 d'una empresa d'informació i comunicació, 2 d'empreses immobiliàries, 6 d'empreses de serveis, 4 d'entitats de l'administració pública i 3 d'empreses classificades com a «altres activitats de serveis».
Dels 11 establiments de servei als particulars que hi havia el 2009, 2 eren tallers de reparació d'automòbils i de material agrícola, 2 guixaires pintors, 1 fusteria, 1 empresa de construcció, 3 veterinaris, 1 restaurant i 1 agència immobiliària.
L'únic establiment comercial que hi havia el 2009 era una carnisseria.
L'any 2000 a Rebreuve-Ranchicourt hi havia 15 explotacions agrícoles que ocupaven un total de 990 hectàrees.

## Equipaments sanitaris i escolars
L'únic equipament sanitari que hi havia el 2009 era una farmàcia.
El 2009 hi havia una escola elemental.

## Poblacions més properes
El següent diagrama mostra les poblacions més properes.